# Podochilus malabaricus
Podochilus malabaricus är en orkidéart som beskrevs av Robert Wight. Podochilus malabaricus ingår i släktet Podochilus och familjen orkidéer. Inga underarter finns listade i Catalogue of Life.